# Colonización rusa de América

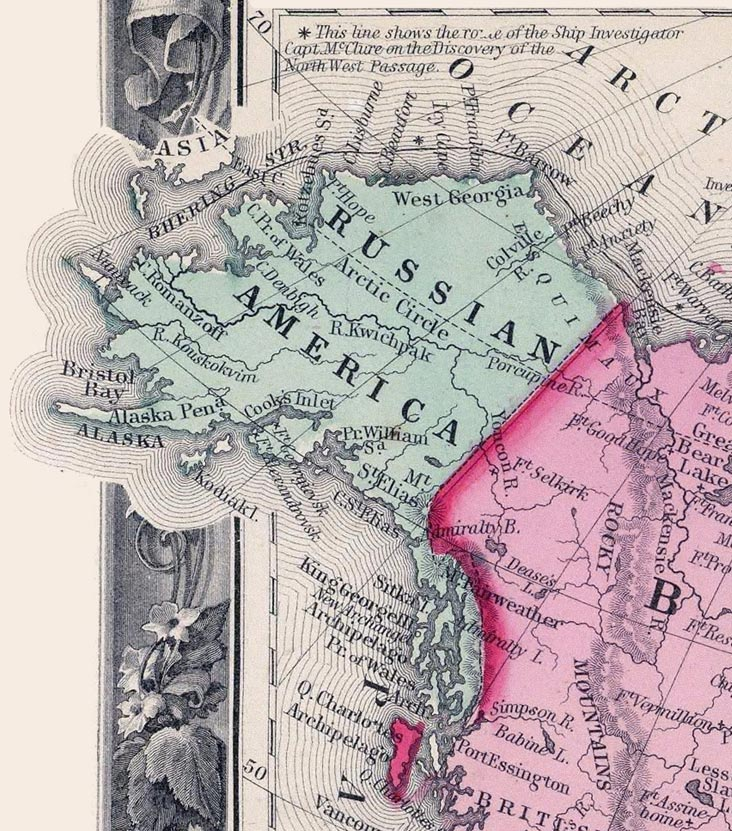
Mapa de la América rusa en 1860

La colonización rusa de América (en ruso; Русская Kолонизация Америки: Russkaya kolonizatsiya Ameriki) consistió en la expansión en América del imperio ruso de los siglos XVIII a XIX y de la URSS durante el siglo XX.
La colonias rusas fueron la América rusa y fort Ross, enclavado en la Alta California española, en los actuales EE. UU. y Canadá. Se trató de un vasto, agreste y poco poblado territorio en el que las factorías se dedicaban la actividad peletera. 
Durante el siglo XX la URSS influyó económica, política, militar y culturalmente en América, siendo el máximo exponente el estado comunista de Cuba.

## Imperio ruso: América Rusa (siglosXVIII-XIX)

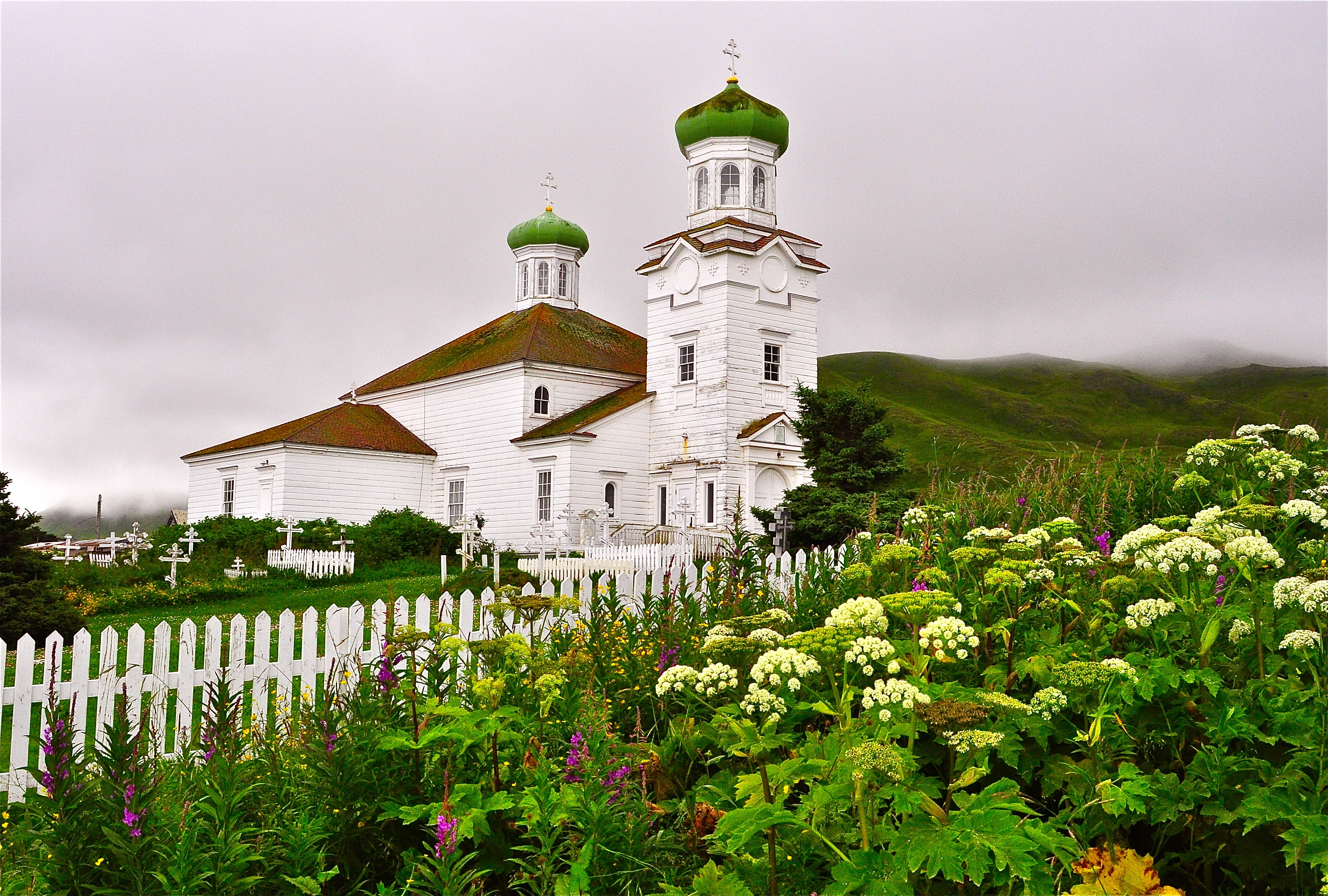
Iglesia de la Santa Ascensión (Unalaska, EE. UU.)

La tradición sitúa tanto a Semión Dezhniov como a Fedot Alekseyev Popov en las costas de Alaska. Sin embargo la primera expedición a Norteamérica fue la primera expedición a Kamchatka (1724), propiciada por el zar Pedro VI y dirigida por el dano-noruego Vitus Bering. En 1732 la expedición de Mijaíl Gvózdev alcanzó el cabo Príncipe de Gales. Posteriormente la segunda expedición a Kamchatka (1733-1743) reconoció las costas de Alaska, logrando fomentar el interés por la explotación de las pieles de nutria marina.  La zarina Catalina II permitió el establecimiento, por periodos de tres o cuatro años, de factorías para el comercio de pieles por parte de rusos e indígenas siberianos. Los indígenas aleutas (o unangan) participaron en los intercambios comerciales, a veces de manera forzosa o desfavorable. 

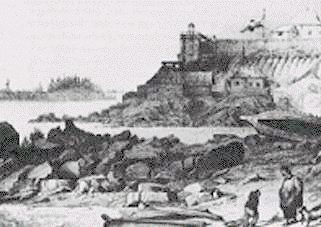
Gajaa Héen (Viejo Sitka), circa 1827. La empalizada superior, y sus 32 cañones, protege la Residencia del Gobernador de las incursiones Tlingit

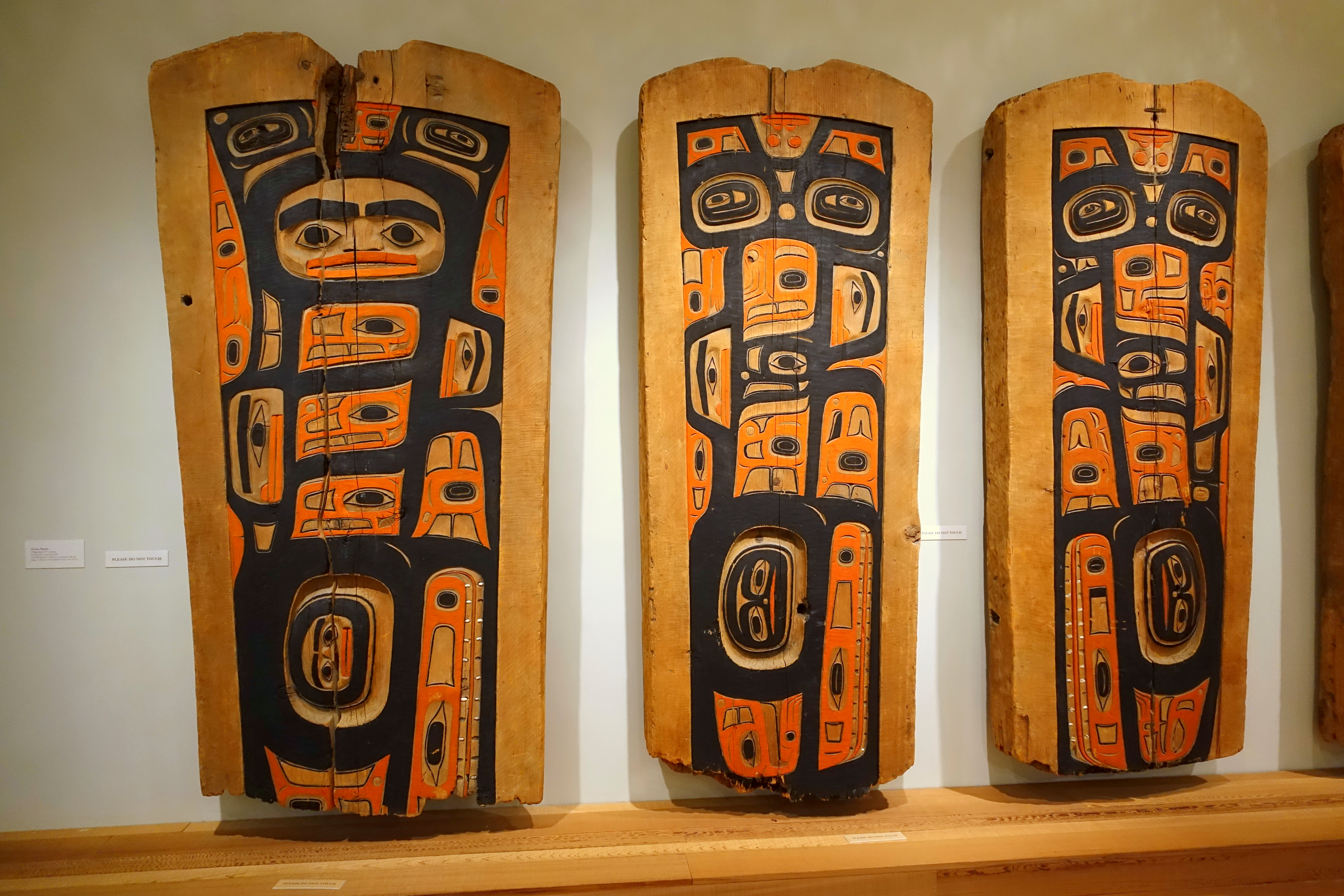
Paneles decorativos Tlingit. Museo de Arte de Portland (EE. UU.)

El primer establecimiento permanente fue Kodiak, fundado en 1784 por Grigori Ivánovich Shélijov tras el sometimiento violento de la población indígena. El principal interés económico era el peletero. La empresa monopolística Compañía Ruso-Americana —RAK, por su siglas en ruso— obtuvo de Pablo I los derechos de explotación con el propósito de cazar y comercializar pieles de nutria marina. Ante la amenaza rusa y los intereses anexionistas ingleses en el actual Canadá, desde 1774 los españoles del Virreinato de Nueva España realizaron sucesivas expediciones hacia el norte. En 1789 Esteban José Martínez fundó el fuerte de San Miguel de Nutca (actual Columbia Británica, Canadá), que se evacuó en 1795 a consecuencia de las convenciones de Nutca.
De 1799 data la fundación del fuerte San Miguel (Крепость Санкт Михаи́л), que dio lugar a la actual población de Sitka, poblada por rusos y aleutas. En 1802 se produjo al invasión tlingit de Sitka, que se resolvió con la batalla de Sitka (1804) y el pago de una compensación económica. 
En 1812 se fundó el fuerte Ruso (Крепость–Росс) como enclave comercial aislado en la Alta California virreinal, a 80 km al norte de San Francisco. Durante su vigencia su aprovisionamiento fue facilitado por la inglesa Compañía de la Bahía de Hudson y fue evacuado en 1841. En 1825 el tratado anglo-ruso puso fin a las disputa limítrofe de Alaska con el Territorio Noroccidental inglés (actual Canadá). Además, el tratado ruso-americano de 1824 reconoció la soberanía norteamericana del país de Oregón. En su momento de mayor expansión, la población la constituían unos 60.000 habitantes, entre ellos 50.000 esquimales y otros indígenas americanos como tinglit o haida.

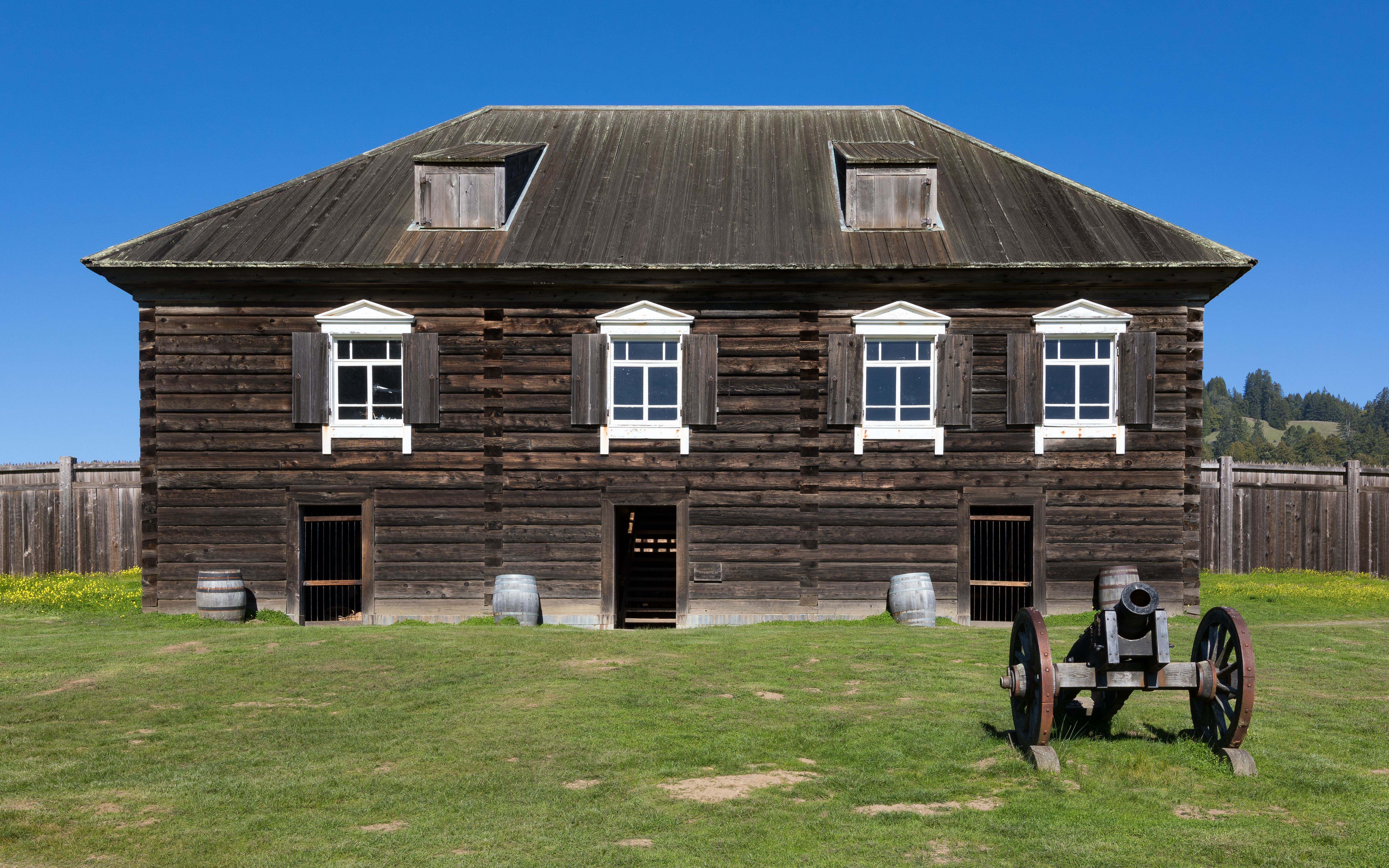
Fort Ross fundado en 1812 (California, EE. UU.)

El deficitario aprovisionamiento desde Siberia sumado al agotamiento de la caza, y los costes de la guerra de Crimea ocasionaron la venta de la América rusa a EE. UU. en 1868 por Alejandro II. El imperio ruso dejó tras de sí los yacimientos petrolíferos de Cook Inlet, los auríferos del río Stikine y de carbón en la península de Kenai. El nombre de la actual Alaska procede del aleutiano alyeska o  alaxsxaq (que significa "tierra grande" o, más literalmente, “el objeto contra el que la acción del mar es dirigida”). La extensión territorial de la América rusa en 1867 era de 1.518.800 km², el 88,37% del territorio del actual estado de Alaska.

## Fort Elizabeth, Hawái (1816-1817)

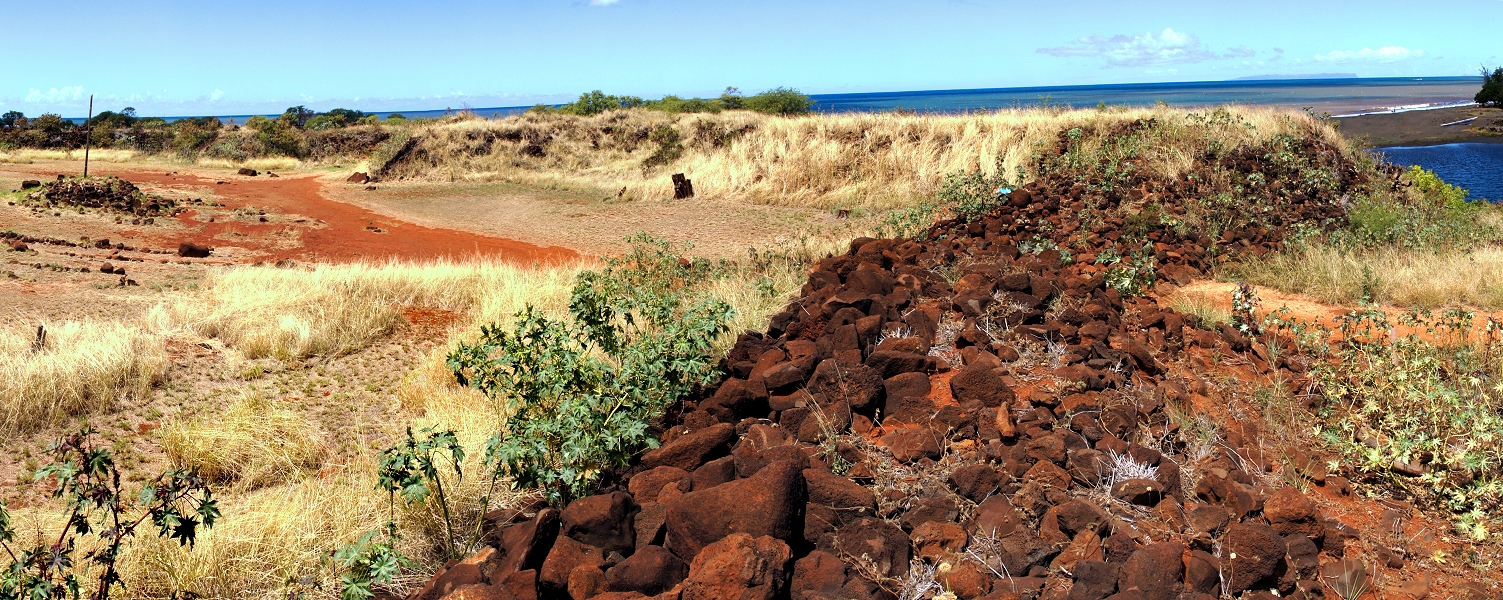
Ruinas de fort Elizabeth (1816) en Waimea (EE. UU.)

En 1816 la Compañía Ruso-Americana estableció una base en fort Elizabeth en el reino de Hawái (actual Hawái, EE. UU.). Los orígenes del interés del imperio ruso en Hawái datan de la primera circunnavegación rusa. Pese a haber obtenido el apoyo de Kaumualii, en 1817 los rusos fueron expulsados por Kamehameha I y la Marina Real británica.

## URSS (sigloXX)

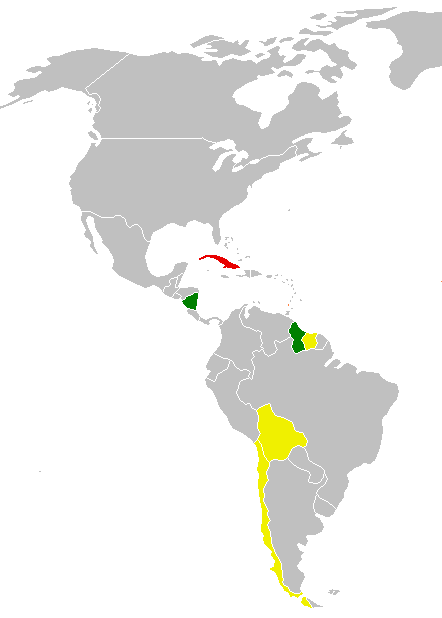
Estados socialistas en América durante el siglo : Cuba, Granada, Chile, Guyana, Nicaragua y Surinam.

A mediados del siglo XX, durante la vigencia de la URSS, desde Moscú se apoyó con medios económicos, financieros, militares, políticos y propagandísticos a los partidos comunistas y socialistas americanos para favorecer sus intereses económicos. En 1932 se proclamó la efímera república Socialista de Chile para llevar a cabo la revolución obrera del país. La URSS respaldó la revolución cubana (1952) en Cuba, dando lugar al establecimiento de un estado socialista de partido único. A partir de entonces, ayudó a Cheddi Jagan en la Guyana Británica (1953) y, sin éxito, al EGP (1963) en Argentina o ELN en Bolivia (1966). Mientras tanto, EE. UU. intervenía directamente en otras naciones americanas limitando la capacidad de expansión del comunismo y el socialismo. Otros apoyos soviéticos que sí propiciaron el gobierno del país fueron al FSLN en Nicaragua (1979).

La URSS apoyó, económicamente y con repercusión internacional, las carreras numerosos artistas americanos como las del premio nobel Pablo Neruda o las de Nicolás Guillén, Jorge Amado, David Alfaro Siqueiros o Diego Rivera, autor de obras como Balada de la Revolución Proletaria. Además, promovió la creación de iconos publicitarios de la revolución como Che Guevara. 

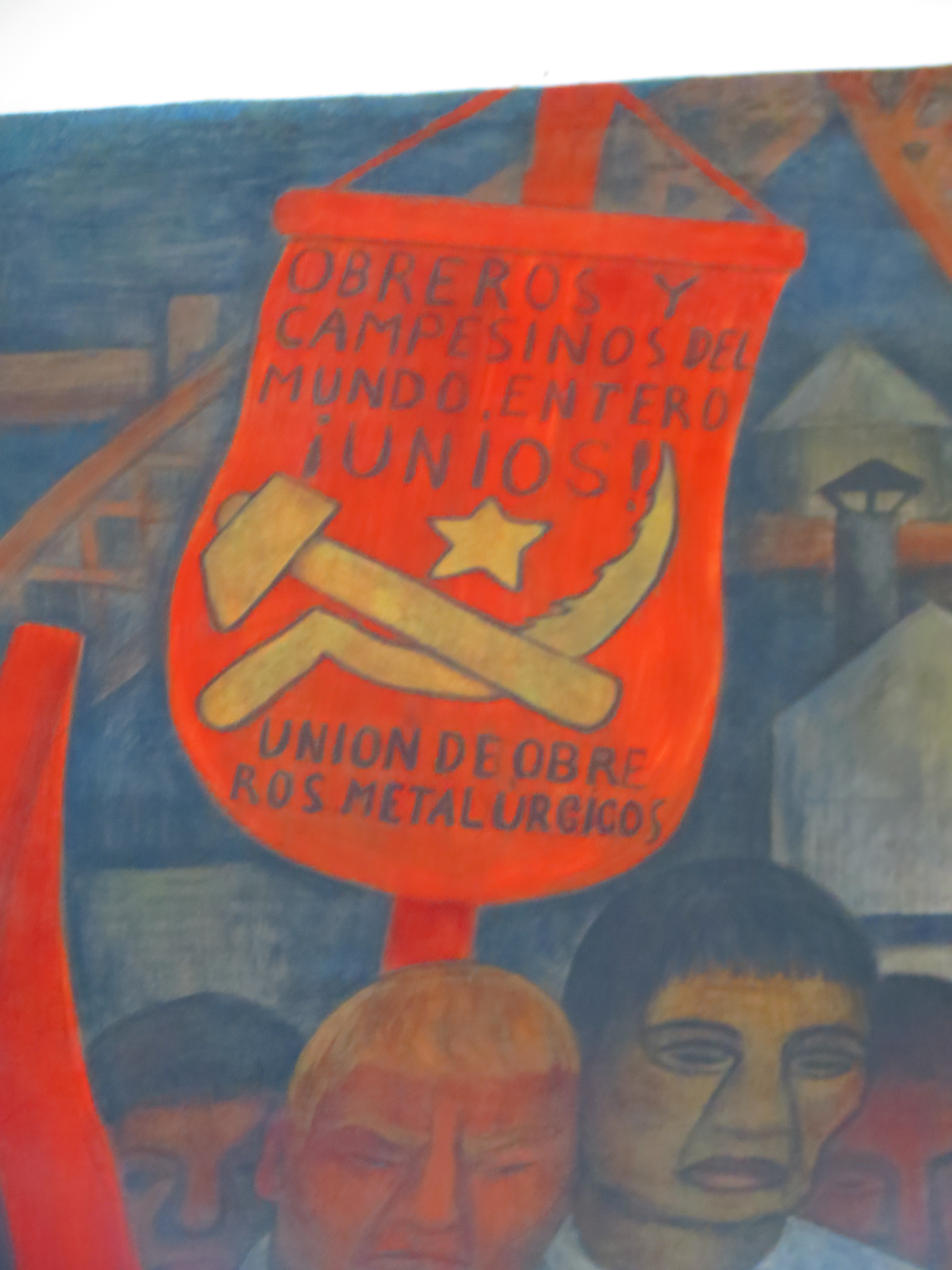
Mural de Diego Rivera en la SEP (Ciudad de México, México)
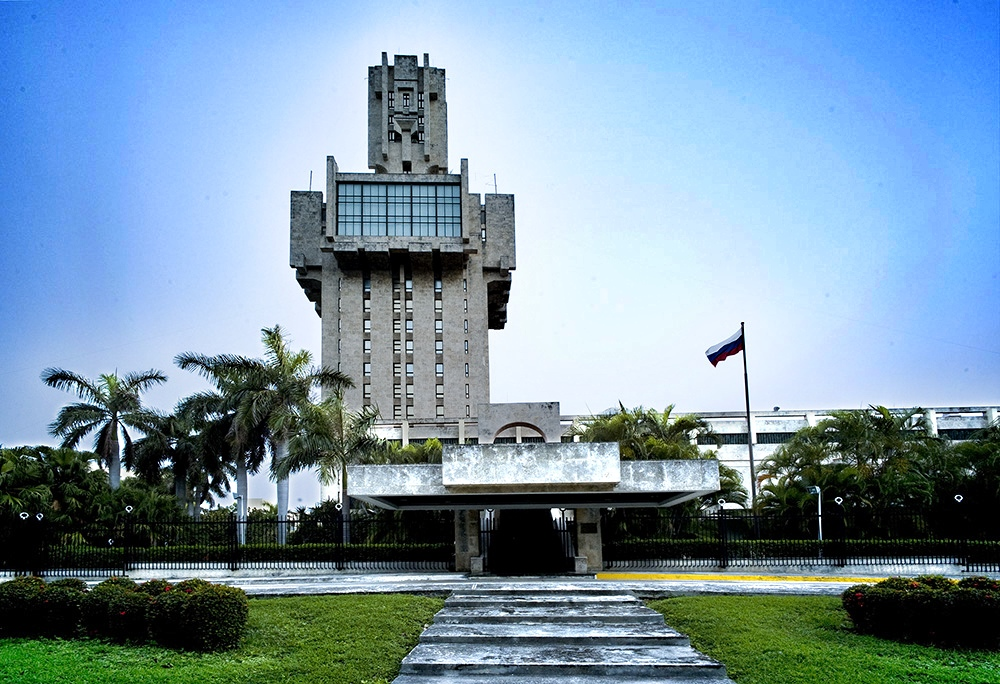
Embajada de Rusia en Cuba de época de la URSS (1987)
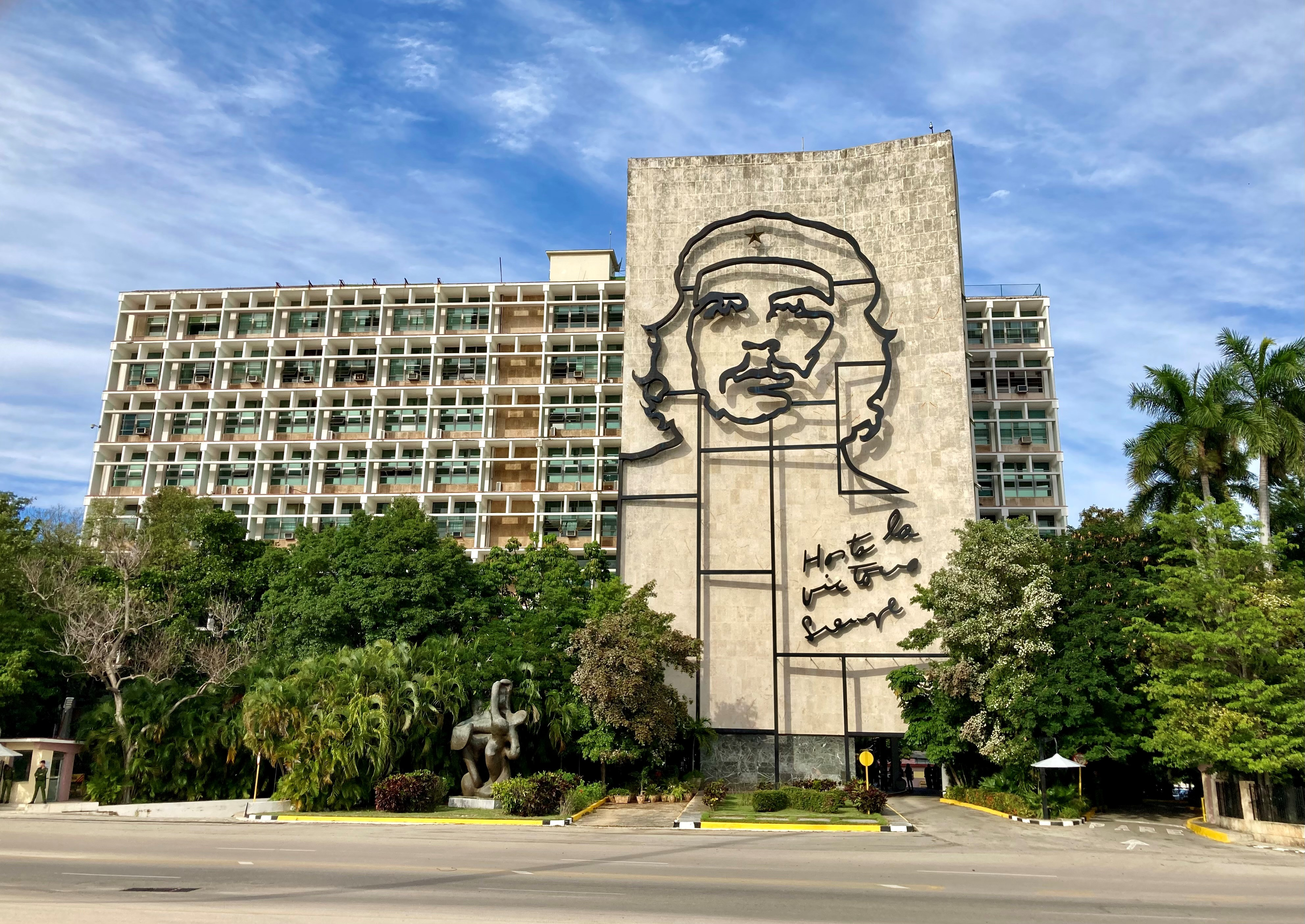
Che Guevara en el Ministerio del Interior, La Habana (Cuba)
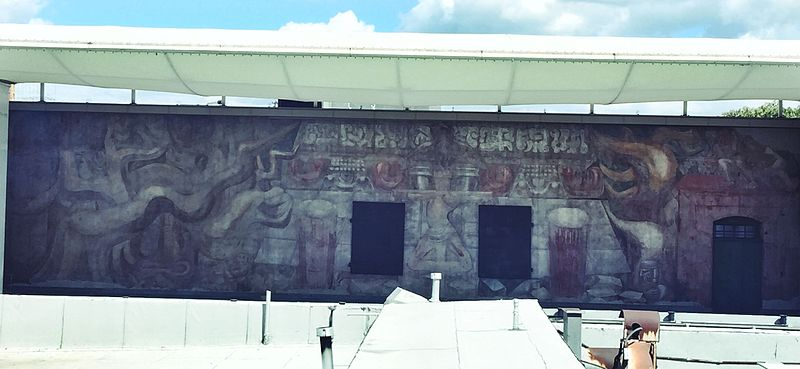
América Tropical (1932) David Alfaro Siqueiros (Los Ángeles. EE.UU.)

Además, durante política de detenté la URSS intervino indirectamente, bajo la apariencia de relaciones diplomáticas, préstamos o relaciones comerciales, en los gobiernos del Gobierno Revolucionario de la Fuerza Armada en Perú (1968), Juan José Torres en Bolivia (1971), Salvador Allende en Chile (1973) o Gobierno Popular Revolucionario en Granada (1979). Algunos de los préstamos y acuerdos comerciales de exportación establecidos con estados clientes fueron con Argentina, propiciados por el peronista José Ber Gelbard (1974), o con la Unidad Popular de Chile (1972), entre otros. El apoyo de la URSS se manifestó también en relaciones diplomáticas con Surinam tras su golpe de Estado (1980). Tras las revoluciones de 1989 Cuba se mantuvo como el único país comunista de América, siendo desde entonces China el país de mayor influencia entre los gobiernos socialistas y comunistas americanos reunidos en el Foro de Sao Paulo.

## San Javier, Uruguay (1966-actualidad)
De 1966 data la fundación de San Javier, una pequeña colonia de la secta Nuevo Israel  (escindida de los cristianos Jlystý) procedentes de la Gobernación de Vorónezh.